# Mukai Tengah
Mukai Tengah is een bestuurslaag in het regentschap Kerinci van de provincie Jambi, Indonesië. Mukai Tengah telt 916 inwoners (volkstelling 2010).